# 텅스텐산
텅스텐산(화학식 : H2WO4)은 삼산화 텅스텐의 수화물을 지칭한다. 가장 단순한 형태는 일수화물 형태인 WO3·H2O이며,  이수화물인 WO3·2H2O도 널리 알려져 있다.  일수화물의 형태에서는 노란색의 고체이며 물에 용해되지 않는다. 전통적인 이름은 'acid of wolfram'이다. 텅스텐산은 텅스텐산 소듐과 탄산수소염간의 반응으로도 만들어진다.

## 역사
텅스텐산은 칼 빌헬름 셸레가 1781년에 발견하였다.

## 이용
텅스텐산은 섬유의 매염제나 염색제로 쓰이고있다.